# Увано, Исиносукэ
Исиносукэ Увано (яп. 上野 石之助; октябрь 1922, префектура Ивата — 2013) — японский солдат, попавший в советский плен в 1945 году и проживший в СССР и на Украине большую часть своей жизни. В 2006 году впервые после войны встретился со своими японскими родственниками, которые считали его погибшим.

## Биография

### Семья
Родился в многодетной семье в городе Хироно. На момент встречи в 2006 году у него были брат Уситаро Садатэ (80 лет), а также две младшие сестры (на момент встречи им было 75 и 70 лет). Также у Исиносукэ есть четверо племянников, которым на момент встречи с дядей было от 52 до 62 лет. Исиносукэ женат, у него есть взрослый сын Анатолий и две дочери. За время пребывания в СССР выучил русский и украинский языки; по-японски он говорил очень редко с момента переезда в СССР, сказав несколько слов журналистам во время визита в Токио в 2006 году.

### Жизнь в СССР
Увано участвовал во Второй мировой войне: по его словам, он был участником боёв с советскими войсками в 1939 году. В 1945 году Увано находился на юге Сахалина, когда закончилась война и была разгромлена Квантунская армия. Он попал в советский плен и осел в 1965 году в украинском городе Житомир, где постоянно и проживал — Увано относился к числу 400 японских солдат, которые после войны остались жить в СССР. В 1958 году связь с его семьёй прервалась. Сам Увано работал плотником и среди соседей был известен как трудолюбивый человек, однако о своих прошлых годах жизни он почти никому не рассказывал. Он не мог получить разрешение от советских властей выехать в Японию. За прошедшее время он почти забыл японский язык.

### Визит в Японию
В 2000 году японские власти официально признали Увано умершим, однако в 2005 году его семья получила от него неожиданное сообщение. 19 апреля 2006 года Исиносукэ Увано прибыл в Токио, встретившись впервые с 1943 года со своими японскими родственниками. Увано как гражданин Украины посетил родной город Хироно в префектуре Ивате и её столицу Мориока, встретившись с заместителем губернатора префектуры. 28 апреля 2006 года он после визита вернулся в Житомир. Японское правительство пообещало восстановить его паспорт подданного Японии.
Умер в 2013 году.